# Floreana
Floreana (ook wel Isla Floreana of  Santa María) is het op vijf na grootste eiland van de Galapagoseilanden met een oppervlakte van 173 km². Het hoogste punt op het eiland heeft een hoogte van 640 meter; het is een vulkaan genaamd Cerro Pajas. De naam is te danken aan Juan José Flores, de eerste president van Ecuador, die het eiland in de 19de eeuw in bezit nam. Het eiland werd eerder door de Engelsen Charles Island genoemd, naar koning Karel II van Engeland. De Spaanse naam Santa María komt van het karveel (en vlaggenschip) Santa María waarmee Columbus naar de Nieuwe Wereld zeilde, hoewel dat schip daar nooit geweest is.

## Beschrijving

### Geschiedenis
Dit eiland is het sterkst beïnvloed door menselijke aanwezigheid. Al in 1793 richtten walvisvaarders hier een onbemand postkantoortje in omdat het een van de gemakkelijkst bereikbare eilanden was. Twee jaar lang (1807-1809) woonde er een Ierse avonturier, de eerste menselijke bewoner van de archipel. In 1832 richtte Ecuador er een strafkolonie in, die ook een kort leven beschoren was en in 1924 stichtten Noren er een visfabriekje. Het eiland is nog steeds bewoond, de meeste mensen wonen in het plaatsje Puerto Velasco Ibarra.
Al deze menselijke activiteit heeft ecologisch veel nadelige invloed uitgeoefend op het eiland. Het eiland heeft echter nog steeds een interessante flora en fauna. Het eiland heeft drie punten met bezienswaardigheden op het land en twee gebieden in zee die voor duiktoerisme van belang zijn.

### Flora en fauna
Punto Cormorant is een vaak bezocht punt; daar bevindt zich een zoutwaterlagune met daarin onder andere Amerikaanse flamingo's en andere watervogels. Daar kan ook de galapagostiran (een kleine zangvogel) worden aangetroffen.

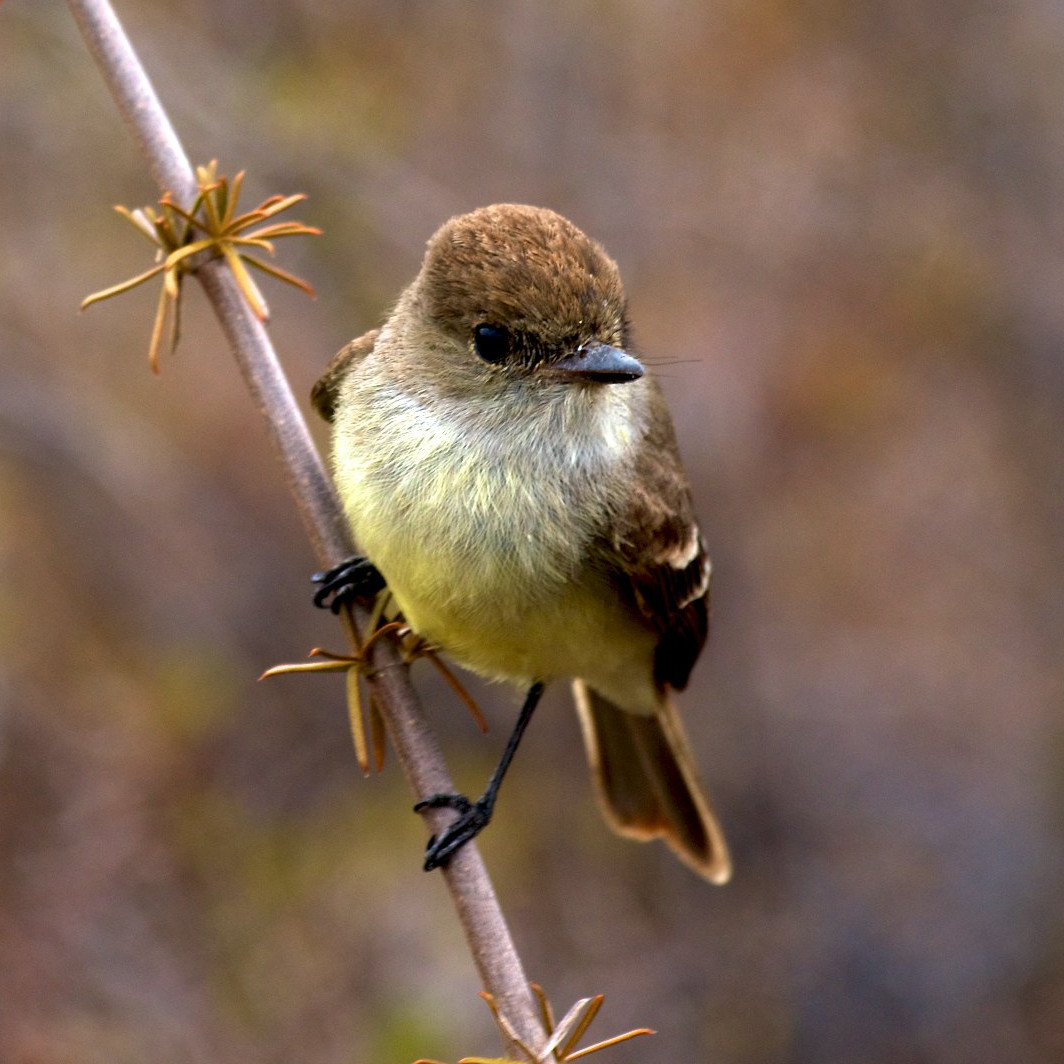
Galapagostiran
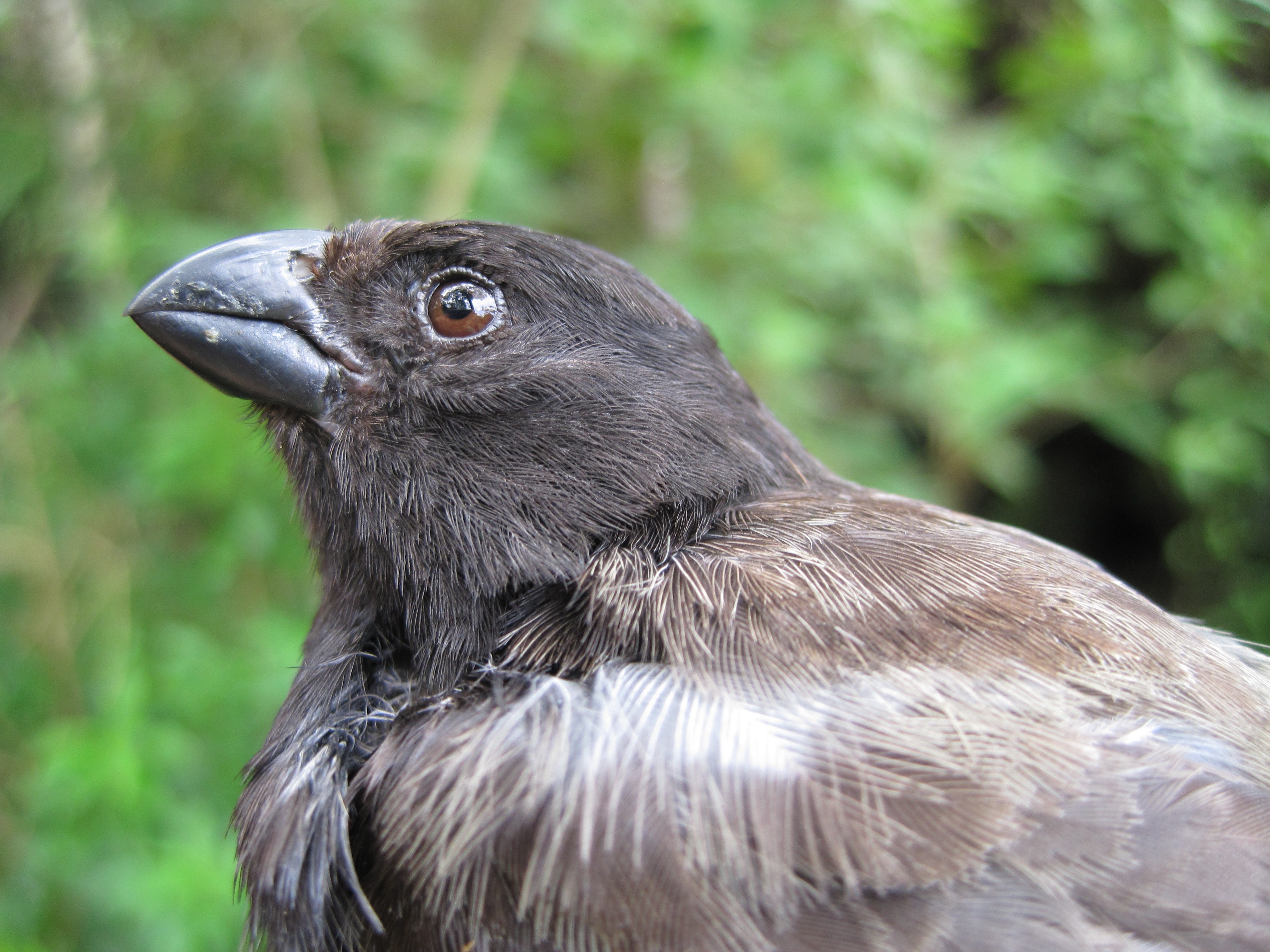
Charles' boomvink.
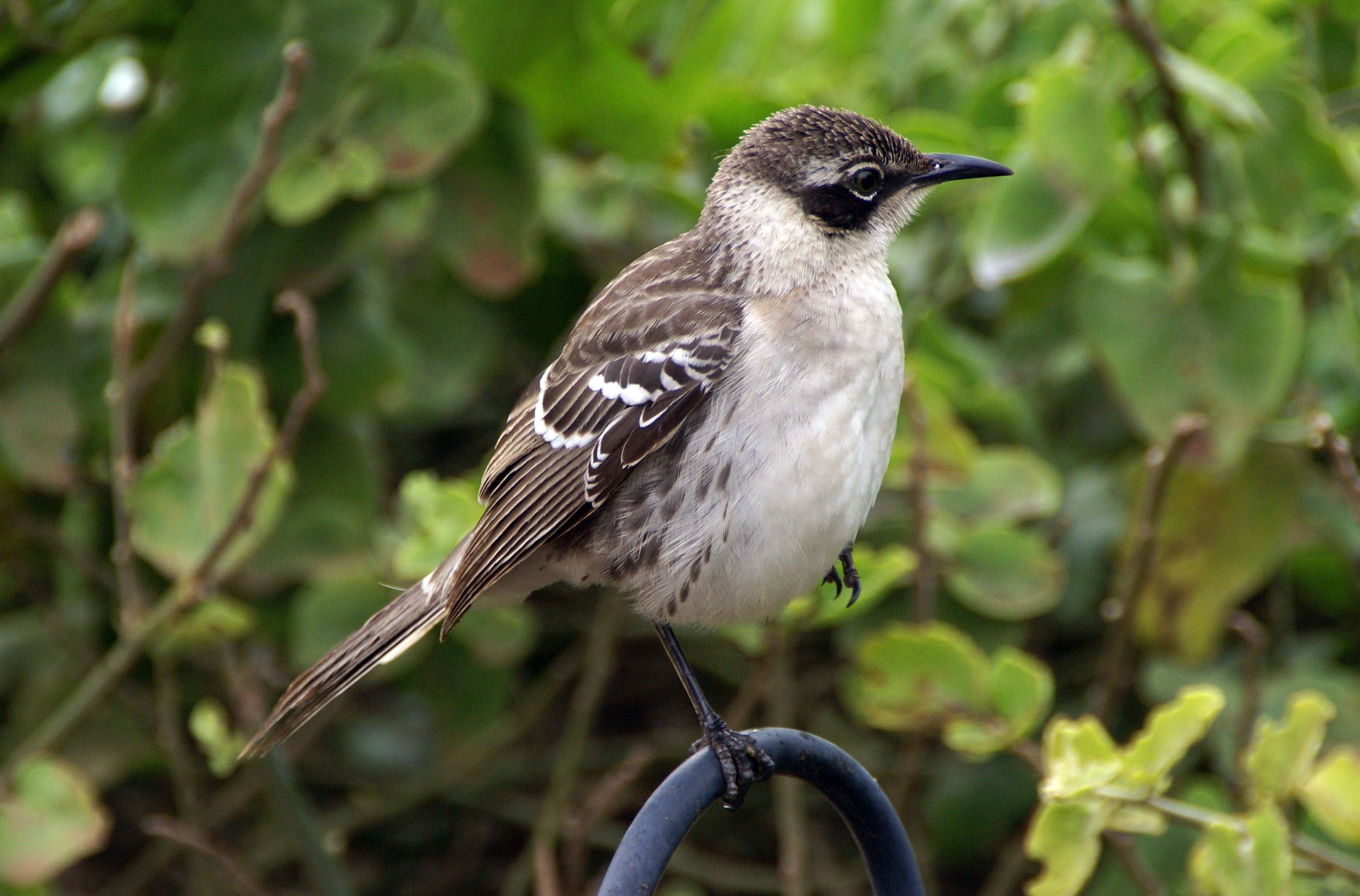
Floreanaspotlijster

Bezoekers die vanuit Puerto Velasco Ibarra het hoogland intrekken kunnen naar Cerro Alieri, dat bekendstaat om zijn rijkdom aan planten. Er zijn daar 48 verschillende soorten waarvan 56% inheems op de Galapagoseilanden.
Devil’s Crown is een rotswand in zee die ontstond door een wegeroderende vulkaankrater. Dit is een plaats waar duikers haaien (waaronder hamerhaaien), roggen, zeeschildpadden en bijzondere vissen van koraalriffen kunnen zien, maar ook de galapagoszeeleeuwen. Op de rotsen of in bomen in de buurt broeden blauwvoetgent, bruine pelikaan, Amerikaanse fregatvogel en roodsnavelkeerkringvogel.

### Natuurbeheer
Het natuurbeheer is gericht op het behoud van endemische soorten zoals een slang Pseudalsophis biserialis, de galapagosbuizerd, een ondersoort van de kerkuil (Tyto alba punctatissima), het Amerikaans waterhoen (Gallinula galeata cachinnans) en drie soorten darwinvinken, waaronder de ernstig bedreigde Charles' boomvink.
Een bijzonder project is het herstellen van de populatie van de floreanaspotlijster. Deze soort stierf uit op Floreana tussen 1868 en 1880, maar er resteren nog twee populaties op twee kleine eilandjes (Campeón en Gardner de Floreana). De vogels worden daar zorgvuldig bestudeerd door onderzoekers van het CDRS en er zijn plannen om deze vogel opnieuw te introduceren.
De zwartborststormvogel die op de hoogvlakte rond de Cerro Pajas broedt, wordt sinds de jaren 1980 zorgvuldig beschermd. Verwilderde katten en ratten worden binnen het broedgebied zo veel mogelijk uitgeroeid. Dit leidde tot een opvallende vooruitgang van het broedsucces.